# Hubert Reeves

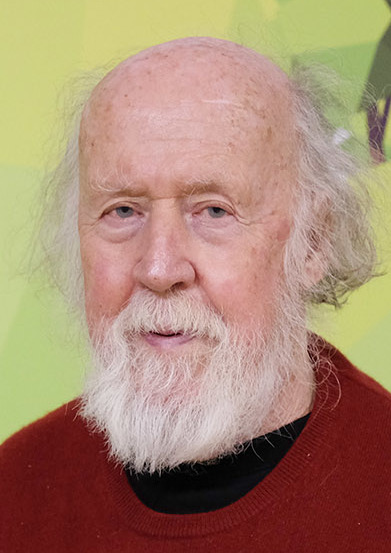
Hubert Reeves, 2015

Hubert Reeves, CC, OQ (* 13. Juli 1932 in Montreal; † 13. Oktober 2023 in Paris) war ein kanadisch-französischer Atom- und Astrophysiker und populärwissenschaftlicher Autor.

## Biografie
Reeves studierte nach dem Besuch des Collège Jean de Brébeuf von 1950 bis 1953 Physik an der Universität Montreal. 1955 erwarb er an der McGill University unter John David Jackson einen Magistergrad in Atomphysik und promovierte 1960 an der Cornell University unter Edwin Salpeter in Astrophysik.
Von 1960 bis 1964 unterrichtete Reeves als Assistant Professor Physik an der Université de Montréal. Daneben war er Berater des Institute for Space Studies der NASA und unterrichtete an der Columbia University. Danach war er Professor für Atomphysik an der Université Libre de Bruxelles. 1965 wurde er Directeur de recherche des Centre national de la recherche scientifique (CNRS) in Paris und wissenschaftlicher Berater des Commissariat à l’Énergie Atomique in Saclay.
Anfang der 1980er Jahre nahm er die französische Staatsbürgerschaft an.
Reeves arbeitete wissenschaftlich über die thermonuklearen Prozesse im Inneren von Sternen und die Entstehung leichter Elemente wie Helium, Lithium, Beryllium und Bor. Mit zahlreichen Büchern und Filmen trug er zur Popularisierung von Erkenntnissen der Astronomie und der Kosmologie bei.
Neben mehreren Ehrendoktortiteln wurden Reeves u. a. die Petrie Prize Lecture (1981), der Preis der Fondation de France (1982) und der Société française de physique (1985) sowie die Albert-Einstein-Medaille (2001) und der Prix Jules-Janssen (1991) verliehen. Er wurde Ritter des Ordre national du Mérite (1976), Ritter (1985) und Kommandeur (2003) der Légion d’Honneur sowie Offizier (1991) und Compagnon (2003) des Ordre du Canada.
Neben seiner wissenschaftlichen Tätigkeit war Reeves auch im Bereich des Umweltschutzes aktiv, u. a. als Präsident der Ligue ROC pour la préservation de la faune sauvage und Mitglied von Terre d’avenir und France Nature Environnement.
Er starb am 13. Oktober 2023 im Alter von 91 Jahren.

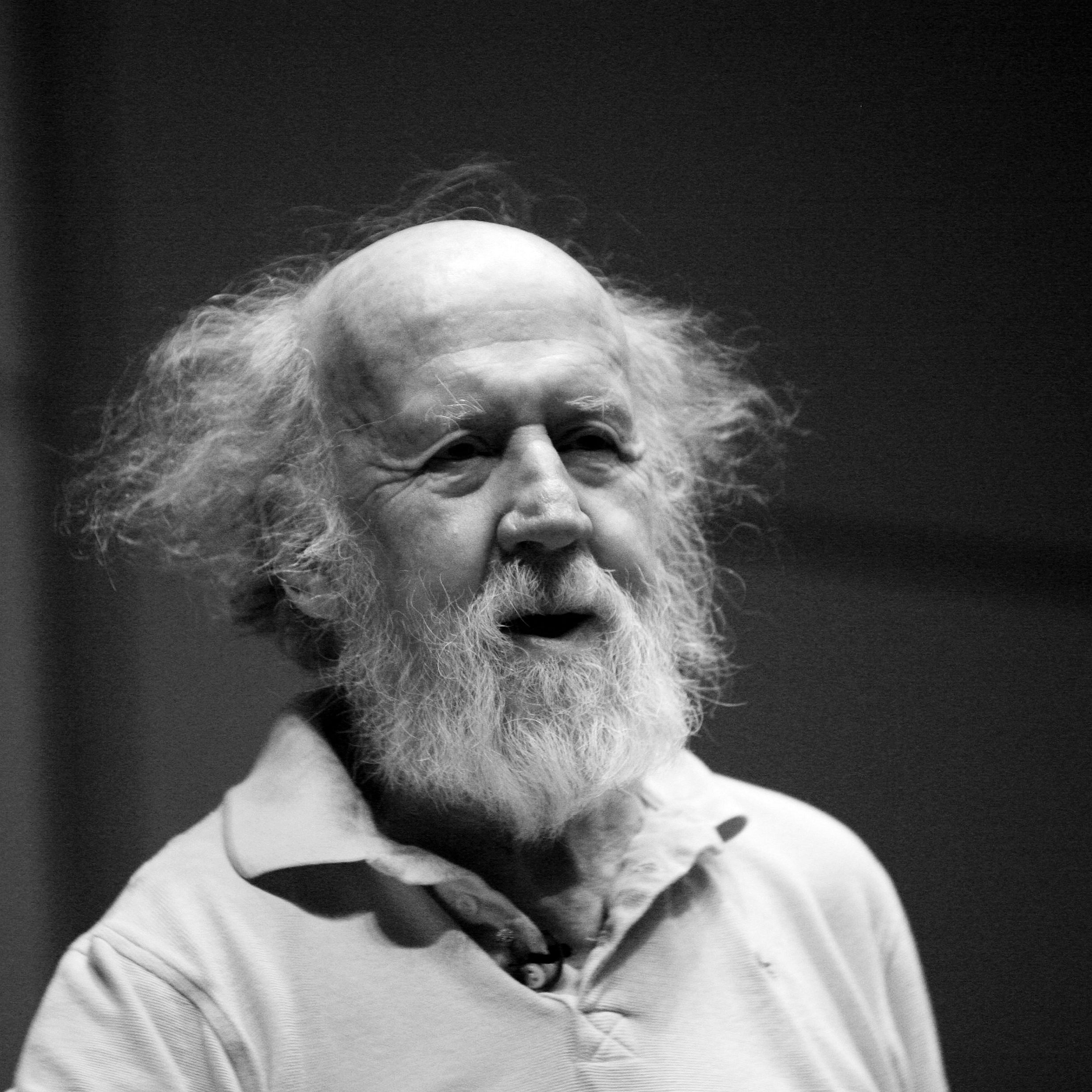
Hubert Reeves, 2008

## Werke

### Wissenschaftliche Publikationen
- Stellar evolution and nucleosynthesis, Gordon and Breach, New York, 1968
- Nuclear Reactions in Stellar Surfaces, Gordon and Breach, New York, 1972

### Populärwissenschaftliche Schriften
- Soleil, 1977, 1990, 2006
- Patience dans l’azur, 1981 (dt. Woher nährt der Himmel seine Sterne?, 1983, ISBN 3-7643-1368-4)
- Poussières d’étoiles, 1984
- L’heure de s’enivrer, 1986
- Malicorne, 1990
- Compagnons de voyage, 1992 (mit Jelica Obrenovich)
- Dernières nouvelles du cosmos, 1994
- L’espace prend la forme de mon regard, 1995
- La première seconde, 1995
- La plus belle histoire du monde, 1995 (mit Yves Coppens, Joël de Rosnay und Dominique Simonnet) (dt. Die schönste Geschichte der Welt, 1998)
- Intimes convictions, 1996
- Oiseaux, merveilleux oiseaux, 1998
- Sommes-nous seuls dans l’univers?, 2000
- Les artisans du huitième jour, 2000
- Mal de Terre, 2003 (mit Frédéric Lenoir)
- Chroniques du ciel et de la vie, 2005
- Chroniques des atomes et des galaxies, 2007
- L’Univers expliqué à mes petits-enfants, 2011, ISBN 978-2-0210-3830-9 (dt. Wo ist das Weltall zu Ende? – Das Universum meinen Enkeln erklärt, 2012)
- Les secrets de l’univers, 2016, ISBN 978-2-221-19233-7

### Filme
- Les étoiles naissent aussi, 1979
- Le Soleil, notre étoile, 1980
- La vie dans l’univers, Fernsehserie, 1982
- Diaporama : Cosmologie (mit Alain Superbie und Michel Gonzalès), 1982.
- Un soir, une étoile, Fernsehserie, 1984
- Initiation à l’astronomie, 1990
- Les dialogues du ciel et de la vie, audiovisuelle Präsentation mit Benoît Reeves und Michel Gonzalès.
- Hubert Reeves, conteur d'étoiles, Film von Iolande Rossignol, 2002–03
- Mal de Terre, audiovisuelle Präsentation nach dem gleichnamigen Buch von Benoît Reeves und Alain Superbie, 2005